# Site archéologique de la Croix-Guillaume
Le site de hauteur de la Croix-Guillaume à Saint-Quirin (Moselle) est un hameau de la période romaine situé à une vingtaine de kilomètres de l’agglomération antique de Pons Saravi, l’actuelle Sarrebourg, dernière étape de la voie antique Langres-Strasbourg, pendant la période romaine, avant le col de Saverne. Ce plateau de 7 000 m2 environ, constitué de grès, culmine à 487 m de haut et domine à l’Est la vallée de la Sarre rouge et à l’Ouest la vallée de la Sarre blanche. Depuis le XVIIIe siècle, le site attire les érudits et les premières investigations archéologiques sont réalisées à partir de 1962, à travers quelques sondages, puis récemment entre 1994 et 1999. Le mobilier archéologique découvert sur ce site, comme le mobilier céramique, métallique, etc., ainsi que les nombreuses stèles ou fragments de stèles funéraires ou votives, les monuments en ronde-bosse, comme les statues de culte des cavaliers dits à l’anguipède, sont conservés et exposés en partie au musée du pays de Sarrebourg. Ce site est inscrit aux monuments historiques depuis le 11 septembre 2003.

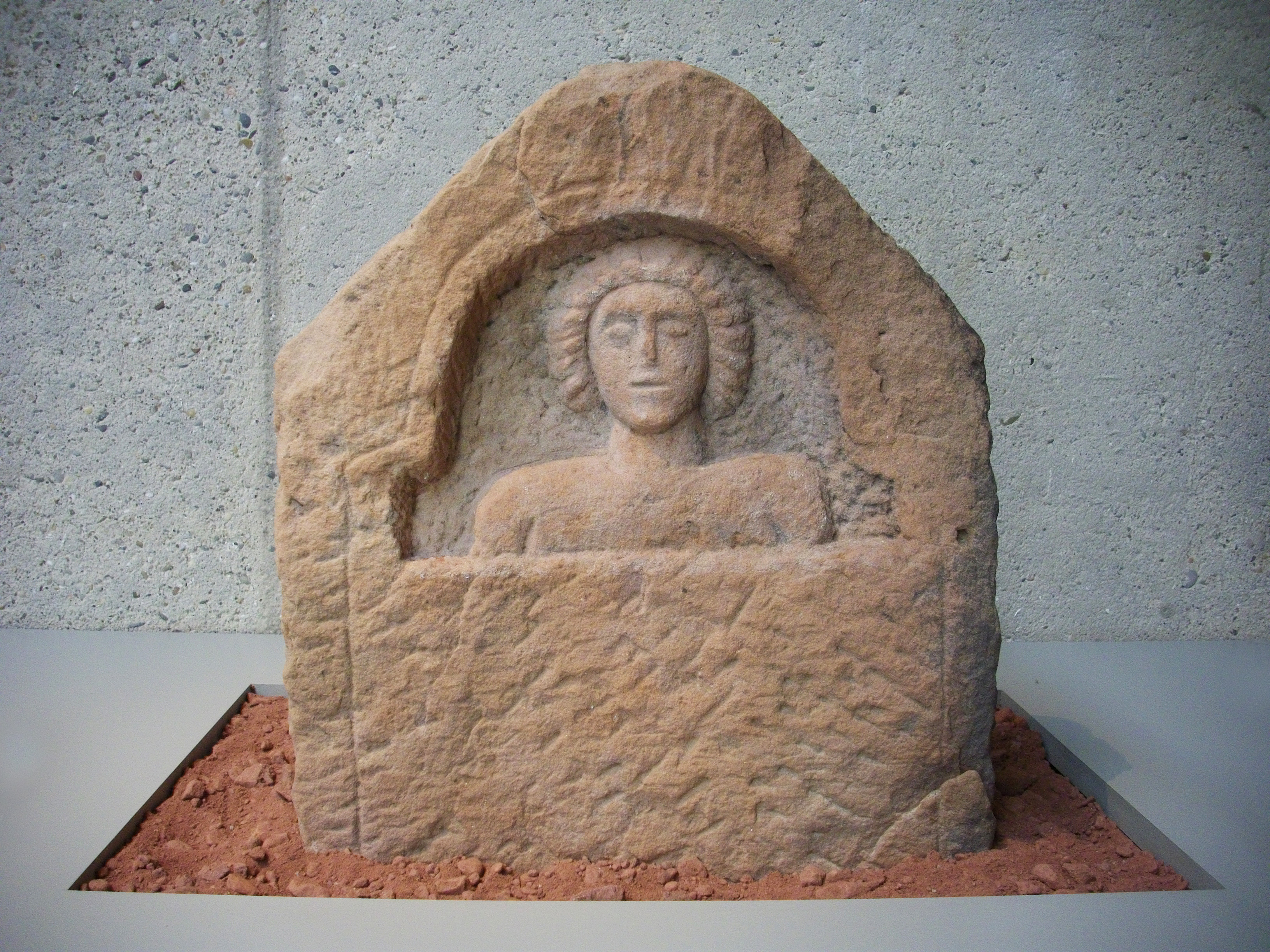
Stèle funéraire (musée du pays de Sarrebourg).

Le début de l’occupation de ce site remonterait, d’après la datation de tessons de céramique découverts dans les fondations de quelques bâtiments d’habitation, à la fin du Ier siècle et plus précisément vers 80 de notre ère. L’abandon de ce plateau pour la période romaine se fait dans la seconde moitié du IIIe siècle. Environ 80 structures funéraires ont été mises au jour et identifiées, ainsi que six carrières et deux zones cultuelles importantes. La première, l’aire cultuelle A, est localisée à 10 m à l’est d’un bâtiment, la seconde aire cultuelle (B), est implantée en bordure occidentale de la nécropole. Les fragments d’au moins quatre colonnes de cavaliers dits à l’anguipède ont été exhumés dont l’un différent, ne possède pas de monstre anguipède mais bel et bien un aigle, oiseau attribut de Jupiter. Une statue du dieu Taranis-Jupiter, exposée au musée lapidaire d'Avignon, le représente tenant de la main droite une roue avec un aigle à ses pieds. Quelques stèles votives sont également connues et représenteraient les divinités suivantes : Rosmerta et Mercure. Le corps d’un taureau, en ronde-bosse, a également été retrouvé, cet animal est un des animaux attributs de Mercure. Cette représentation reste assez rare en Gaule et se retrouve à une dizaine de kilomètres plus au sud : au Donon un bas-relief, aujourd’hui exposé au musée départemental d'art ancien et contemporain d'Épinal, sculpté dans la roche, ici le grès, présente un lion et un taureau affrontés du côté Est du sommet. Une borne milliaire découverte en 1869 entre le Petit et le Grand Donon confirme l’existence d’une voie antique entre le site du Donon et l’agglomération antique de Sarrebourg via la Croix-Guillaume. Les deux aires cultuelles de ce site  respectivement de 15 et 14 m de long par 9 et 6 m de large se situent entre la zone d’habitat, les carrières 2 et 5 qui font face à la nécropole ce qui correspond à la place centrale de ce plateau. Si le bâtiment 1, le plus grand fait 22 m de long par 8 m de large, les quatre autres sont de taille plus modeste : 5 à 6 m de long par 2 à 5 m de large environ. Ces installations correspondraient à quelques carriers et leurs familles. Une citerne située au Nord du plateau permettait très certainement de collecter les eaux de pluie et de ruissèlement. D’autres structures, comme des terrasses aménagées, tendent à prouver l’existence de terrasses cultivées ou encore certaines activités agro-pastorales sur ce site.

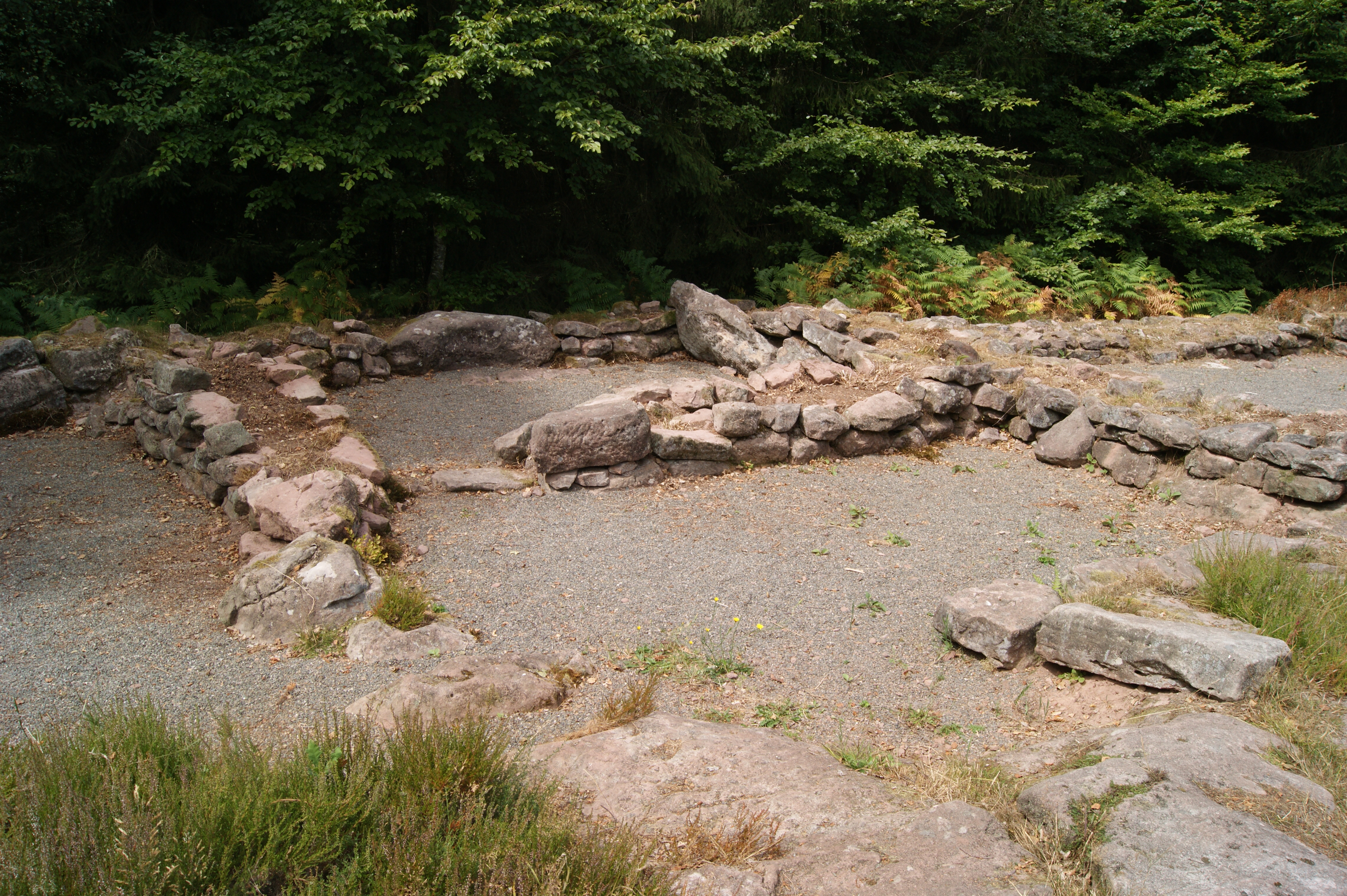
Bâtiment 1.
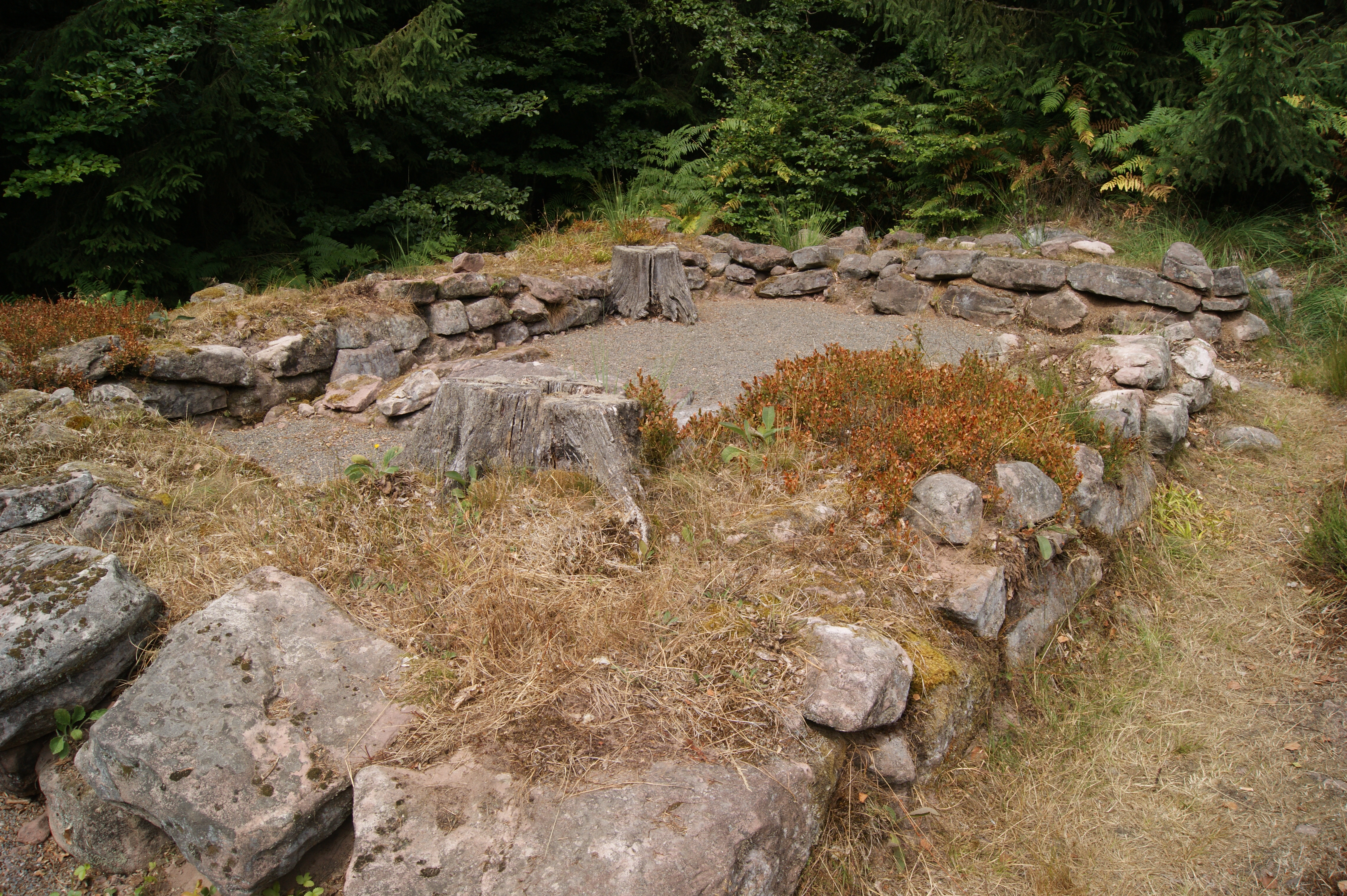
Bâtiment 1.
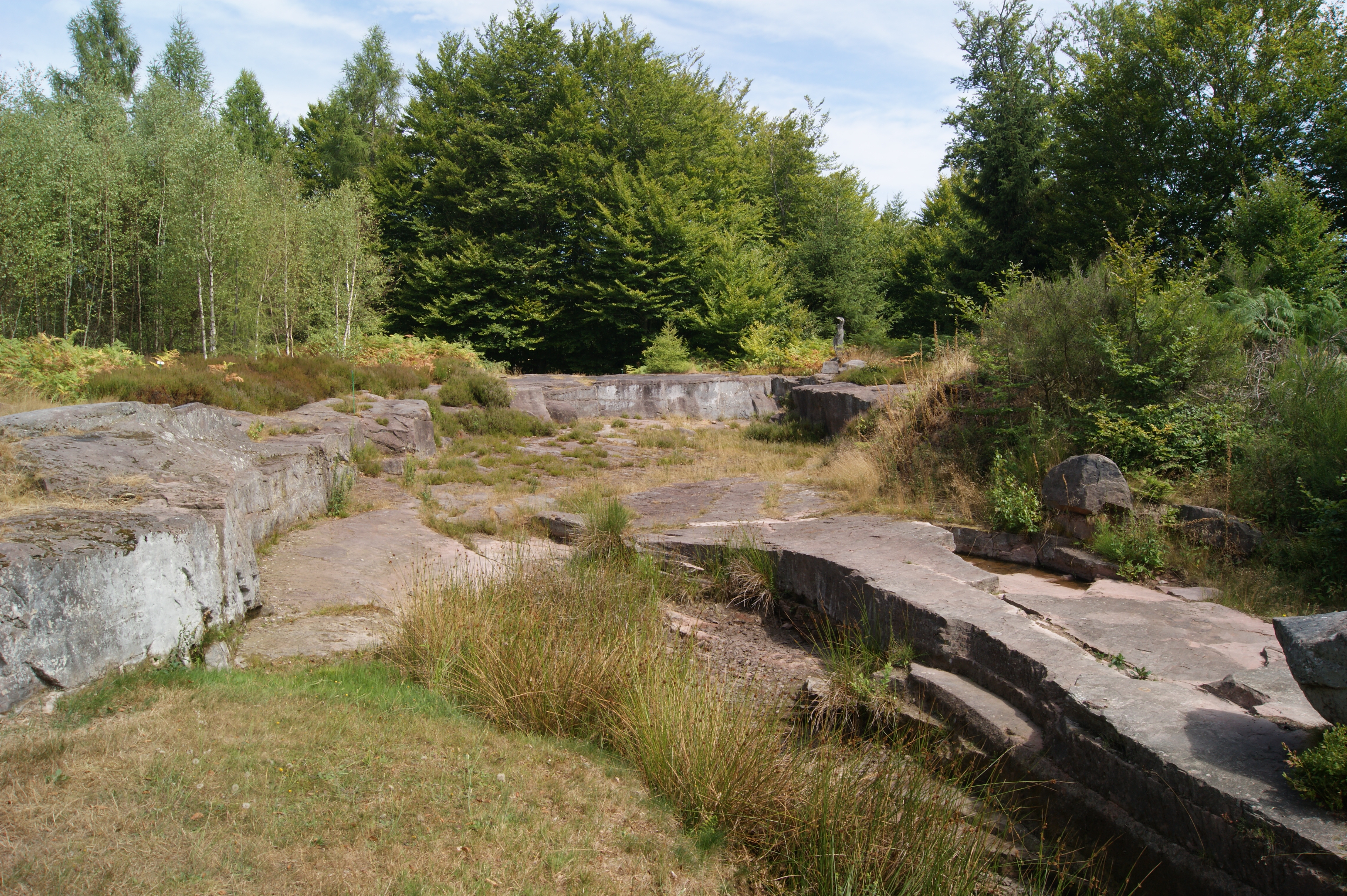
Carrière 1.

Au sein de la nécropole, des urnes funéraires constituées de récipients en céramique accueillant les cendres et les os brûlés de défunts, se retrouvent jusqu’à la fin de l’occupation du site et ces tombes étaient marquées dans le paysage par des cercles ou des enclos rectangulaires de pierres encore visibles aujourd’hui. D’autres contenants comme des coffres en bois, plus rares, ou en grès font leur apparition à partir de la fin du IIe siècle de notre ère dans lesquels se retrouvent de nombreuses offrandes comme des haches en fer, des fibules en bronze, des fusaïoles, des anneaux, des couteaux, etc., certains surmontés par des ronde-bosse représentant la déesse Épona. Plus nombreuses, des stèles funéraires en grès dites stèle-maisons ont été identifiées portant parfois comme décor une rouelle ou une rosace. Il existe d’autres types de stèles comme des stèles-plaques, représentant un personnage en buste, des stèles à édicules ou encore des urnes en grès. 

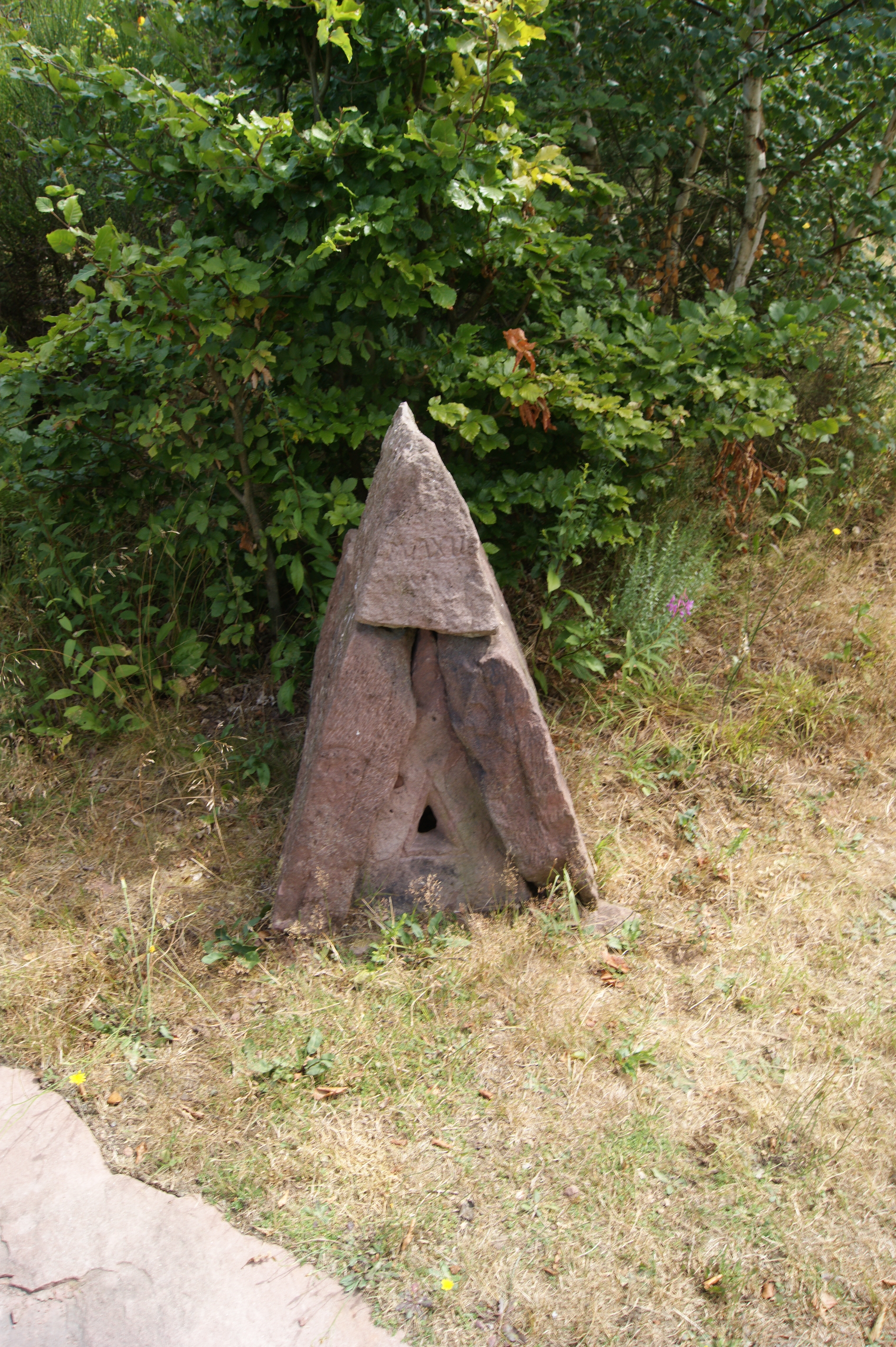
Stèle-maison en batière
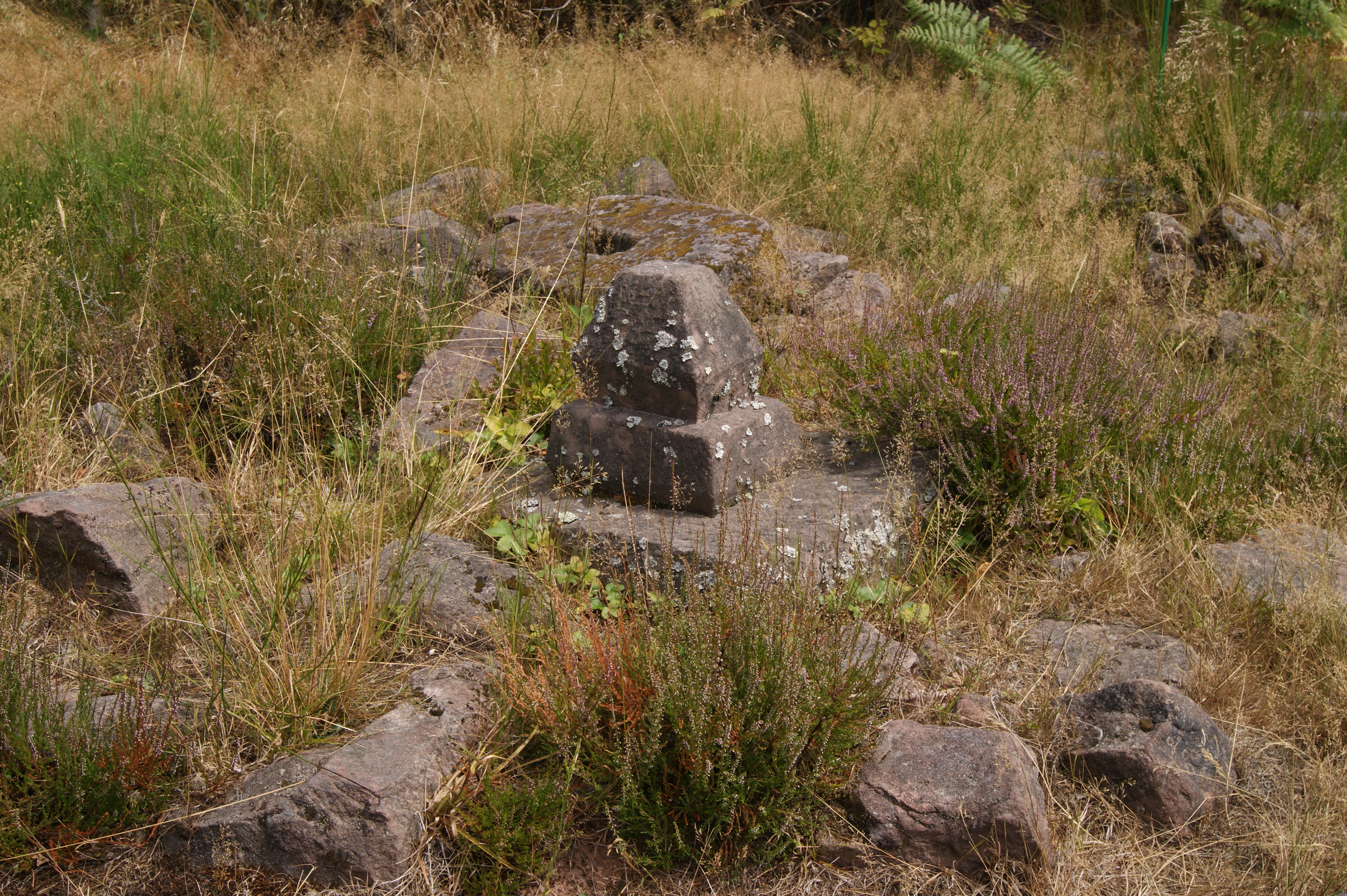
Sépulture avec une stèle-édicule et une urne

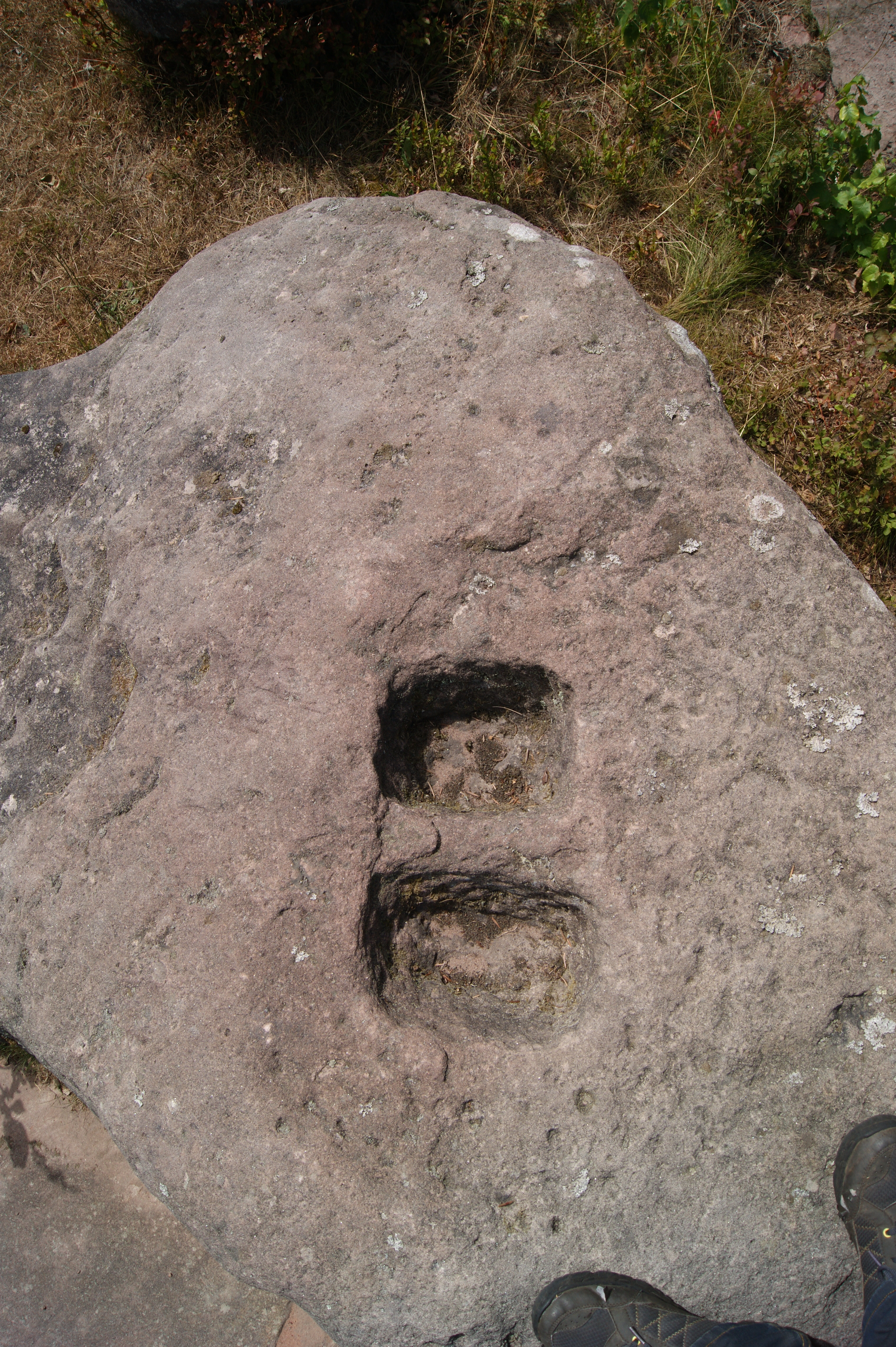
Encoches antiques d'un engin de levage.

Si les carrières antiques situées au lieu-dit la Croix Guillaume sont exploitées par des carriers accompagnés de tailleurs de pierres, qui pour la plupart semblent vivre sur le site, et sont reconnaissables à leur production, d’autres réalisations seraient l’œuvre de tailleurs de pierres itinérants qui alimenteraient un commerce extérieur, comme le prouve la découverte d’une plaque, taillée des deux côtés, prévue pour la construction d’un mausolée. Ces carrières ont laissé de nombreuses traces comme des fronts de taille, des tas de déchets, des lignes d’emboîtures ou d’encoignures, des traces d’encrages de  machines de levage, des blocs en cours de taille, des caniveaux pour l’évacuation des eaux, etc. Des coins en fer ont également été retrouvés.                 
Le site de la Croix-Guillaume se situe à quelques kilomètres à l’Est du village de Saint-Quirin, dans la forêt domaniale, en direction de Lettenbach et Abreschviller sur la route départementale 96, puis en direction des Deux-cols, prendre la route des quatre chemins pour arriver sur le parking à l’entrée du sentier de randonnée. Puis de là, suivre le balisage menant au carrefour de la Croix-Guillaume puis le GR 5 sur 200 m et arrivée sur le site, au bout d’une dizaine de minutes de marche, où le parcours est fléché.